# Velsheda
Velsheda ist der Name einer Segelyacht, die 1933 von der Camper & Nicholsons-Werft in Gosport nach den Regeln der J-Klasse gebaut wurde. Ihre Segelnummer ist J-K7.
Der Auftraggeber war der amerikanische Geschäftsmann William Stephenson, Besitzer einer Kette von britischen Woolworth-Filialen. Stevenson benannte die Yacht nach den ersten Silben der Vornamen seiner drei Töchter Velma, Sheila und Daphne.
Heute ist die Velsheda in Besitz des niederländischen Geschäftsmanns Ronald de Waal.

## Entstehung
Vor der Velsheda besaß Stevenson bereits die White Heather II, die er 1930 nach der J-Klasse-Regel umbauen ließ. Bei Regatten war dieses Schiff allerdings gegenüber den modernen Konstruktionen nicht konkurrenzfähig und so ließ er von Charles Nicholson ein neues Schiff entwerfen. Das Blei des Kiels der White Heather II wurde eingeschmolzen und für den Kiel der Velsheda wiederverwendet.
Der Entwurf war auf dem neuesten Stand der Technik: Der genietete Mast war aus Aluminium, die Segel waren aus Terylene-Faser und zu den Decksbeschlägen zählten Winschen zur Segelbedienung. Seiner Zeit weit voraus war das Rod-Rigg, das allerdings soviel Reck hatte, dass schon ab einer mäßigen Brise ein Bruch des Mastes zu befürchten war.

## Sportliche Erfolge
Zwischen 1933 und 1936 segelte die Velsheda in verschiedenen Rennen, unter anderem gegen die J-Klasse-Yachten Britannia, Endeavour und Shamrock V. 1934 gewann sie in über 40 Rennen, unter anderem erzielte sie einen Geschwindigkeitsrekord bei der Regatta von Southend-on-Sea nach Dartmouth. Ebenso trat sie in Torbay, Swanage und auf dem Solent an. In dieser Zeit würde die Velsheda unter dem Kommando von Captain Mountfield geführt.
1935 wurde die Velsheda erstmals modifiziert; der Bug wurde im Bereich der Wasserlinie schlanker und das Heck wurde ebenfalls verbessert. Im darauf folgenden Jahr konnte sie den King’s Cup bei der Cowes Week gewinnen.
Die Stammbesatzung bestand aus 16 Mann, die bei Regatten auf etwa 30 Mann erhöht wurden. Die zusätzliche Besatzung wurde vor allem für die Segelwechsel benötigt und blieb die übrige Zeit größtenteils unter Deck.
Nach dem Wiederaufbau 1983 segelte die Yacht gelegentlich bei der jährlichen Round-the-Island-Regatta um die Isle of Wight mit. 1999 traf sie dann in der Karibik auf die ebenfalls restaurierten Endeavour und Shamrock V.

## In der Versenkung verschwunden
Nach dem Zweiten Weltkrieg wurde die Velsheda zunächst als Hausboot auf dem Fluss Hamble genutzt. Der Rumpf sank tief in den Schlick und wurde so vor Korrosion geschützt.

## Restaurierung
1984 wurde der Rumpf dann von Terry Brabant gehoben und restauriert. Die Velsheda erhielt einen Stahlmast und eine begrenzte Inneneinrichtung. Der ursprüngliche Charakter wurde weitgehend erhalten – so wurde keine Maschine eingebaut. Unter Deck gab es die Messe, die Eignerkammer im Achterschiff und die Segellast sowie weitere Stauräume für Zubehör im Vorschiff. Brabant betrieb die Velsheda im Charterbetrieb an der Südküste von Großbritannien und gelegentlich im Mittelmeer und der Karibik.
Später wurde sie an einen Schweizer Eigner verkauft. Immer noch im Charterbetrieb lief die Velsheda Anfang der 1990er Jahre vor der Ostküste Großbritanniens bei Ebbe auf Grund. Das Schiff konnte ohne weitere Schäden geborgen werden. Der neue Eigner wollte das Schiff von Grund auf überholen. Allerdings konnte er das notwendige Geld nicht aufbringen. Die Velsheda wurde schließlich in Gosport festgemacht und blieb dort, bis sie verkauft werden konnte.
1996 kaufte der heutige Eigner Ronald de Waal die Velsheda und beauftragte 1997 Gerard Dijkstra  um sie von Grund auf wieder aufzubauen. Dabei blieb nur der Rumpf erhalten. Ziel der Restaurierung war ein schnelles und luxuriöses Regattaschiff zu bauen. Das Deck bestand nun aus Aluminium und wurde mit Teak belegt. Für das Rigg wurden modernste Materialien wie kohlenstofffaserverstärkter Kunststoff für Mast und Großbaum sowie Hightech-Tuche für die Segel verwendet. Der Innenraum wurde aus edelsten Materialien gestaltet. Auf den ursprünglichen Zustand wurde dabei wenig Rücksicht genommen. Außerdem wurde erstmals ein Motor eingebaut.
Im Jahr 2001 wurde Elizabeth Meyer beauftragt, das Schiff weiter zu modernisieren. Die Arbeiten wurden auf der Royal Huisman Werft durchgeführt.

## Kritik
Die Restaurierung der Velsheda hat den ursprünglichen Zustand in vielen Aspekten nicht wiederhergestellt, sondern stark verändert. Ursprünglich war das Schiff für Regatten ausgerichtet. Die Inneneinrichtung – soweit sie überhaupt vorhanden war – war karg und zweckmäßig. Heute ist die Inneneinrichtung komfortabel und luxuriös. Um eine möglichst hohe Segelleistung zu erzielen, wurden über Deck moderne Materialien eingesetzt, die beim ursprünglichen Bau nicht verfügbar waren.